# Leptopeza javana
Leptopeza javana är en tvåvingeart som beskrevs av Meijere 1913. Leptopeza javana ingår i släktet Leptopeza och familjen puckeldansflugor. Inga underarter finns listade i Catalogue of Life.